# Sainte-Geneviève (Paris)

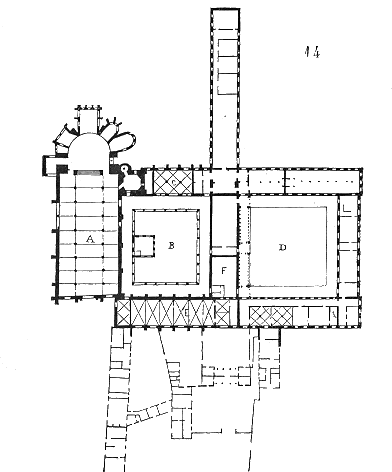
Grundriss von Ste-Geneviève nach Viollet-le-Duc

Die Abtei Sainte-Geneviève war ein bedeutendes, auf der Anhöhe Montagne Sainte-Geneviève in Paris (5. Arrondissement) neben der heutigen Pfarrkirche Saint-Étienne-du-Mont gelegenes Regularkanoniker-Stift, von dem nur einige unter Denkmalschutz stehende Reste die Jahrhunderte überdauert haben.
Die Ursprünge des Stifts reichen bis ins 5. Jahrhundert zurück, als der fränkische König Chlodwig I. den Bau der Kirche Saints-Apôtres Pierre et Paul veranlasste, in der die spätere Schutzpatronin von Paris, die heilige Genoveva (Geneviève), bestattet wurde.
1148 gründete Suger von Saint-Denis bei Sainte-Geneviève einen Konvent der Augustiner-Chorherren vom Heiligen Victor. Um 1180 wurde die alte Kirche vom Abt Stephan von Tournai durch eine neue Stiftskirche ersetzt, die später verfiel und schließlich abgerissen wurde.
Im 17. Jahrhundert – seit 1634 war Sainte-Geneviève Mutterhaus für alle Regularkanonikerstifte in Frankreich – planten die Genovevianer-Kanoniker (französisch Génovévains), ihre bescheidene im gotischen Stil erbaute Kirche durch eine neue im Stil der neuen Zeit Ludwigs XIV. zu ersetzen. Sie wollten damit einerseits den Reichtum und die Macht ihrer Kongregation unter Beweis stellen und andererseits für die Schutzheilige von Paris einen angemesseneren Ort der Verehrung schaffen.
Bis zur endgültigen Entscheidung für eine neue Kirche sollten weitere 70 Jahre vergehen. Erst im Jahr 1744 geriet ein Kirchenneubau wieder in den Bereich des Möglichen. Denn als König Ludwig XV. in Metz schwer erkrankt war, gelobte er, im Falle seiner Wiedergenesung auf dem Gipfel des Montagne Sainte-Geneviève eine Kirche ganz nach den Wünschen der Genovevianer errichten zu lassen. Weitere zehn Jahre zogen ins Land, in denen die Finanzierung der königlichen Baustelle sichergestellt werden musste.
Kurz vor der Französischen Revolution war der Architekt Germain Soufflot mit dem Bau der monumentalen neuen Klosterkirche beauftragt worden, die heute unter der Bezeichnung Panthéon als Ruhmeshalle dient.
Die wenigen von der Abtei noch erhaltenen Gebäudeteile stammen aus dem 13. bis 17. Jahrhundert und wurden in das renommierte Lycée Henri IV integriert. Von der ehemaligen Stiftskirche, die im 19. Jahrhundert größtenteils zerstört wurde, um Platz für die Rue Clovis zu schaffen, steht nur noch der Glockenturm.
Zu den Schätzen des Klosters zählte eine bedeutende Bibliothek, deren erhaltene Bestände sich heute in der nahegelegenen Bibliothek Sainte-Geneviève befinden.

## Bedeutung von Sainte-Geneviève für die Wissenschaftsgeschichte
Die sog. Freien Magister waren im 12. Jahrhundert seit der Zeit des Petrus Abaelardus als Vorläufer der Lehrberechtigten der Universitas im Umkreis von St. Geneviève zu finden. Der Abt von Sainte-Geneviève hatte neben dem Kanzler der Universität das Recht, die Lehrbefugnis zu erteilen. Sainte-Geneviève war neben der bischöflichen Aula und St-Victor eine der wichtigen Klosterschulen, die einzelnen Schulen der Freien Magister lagen irgendwo auf dem Mont Sainte-Geneviève. Im 17. und 18. Jahrhundert stellten die nördlich der Abtei liegenden Kollegien von Cambrai, von Montaigu und von Reims weitere Räume für die juristische Fakultät bereit bis zur Errichtung eines Neubaus gegenüber dem Panthèon. Die Universitas besaß keine eigene Bibliothek, benutzte also die berühmte Bibliothek von Sainte-Geneviève mit, die z. B. auch dem Collège de Sorbon zur Verfügung stand, bis dieses eine eigene Bibliothek errichtete. Zusammen mit der Kathedrale Notre Dame war die Kirche Sainte-Geneviève einer der beiden Promotionsorte der Universität.